# Fantasy Flight Games

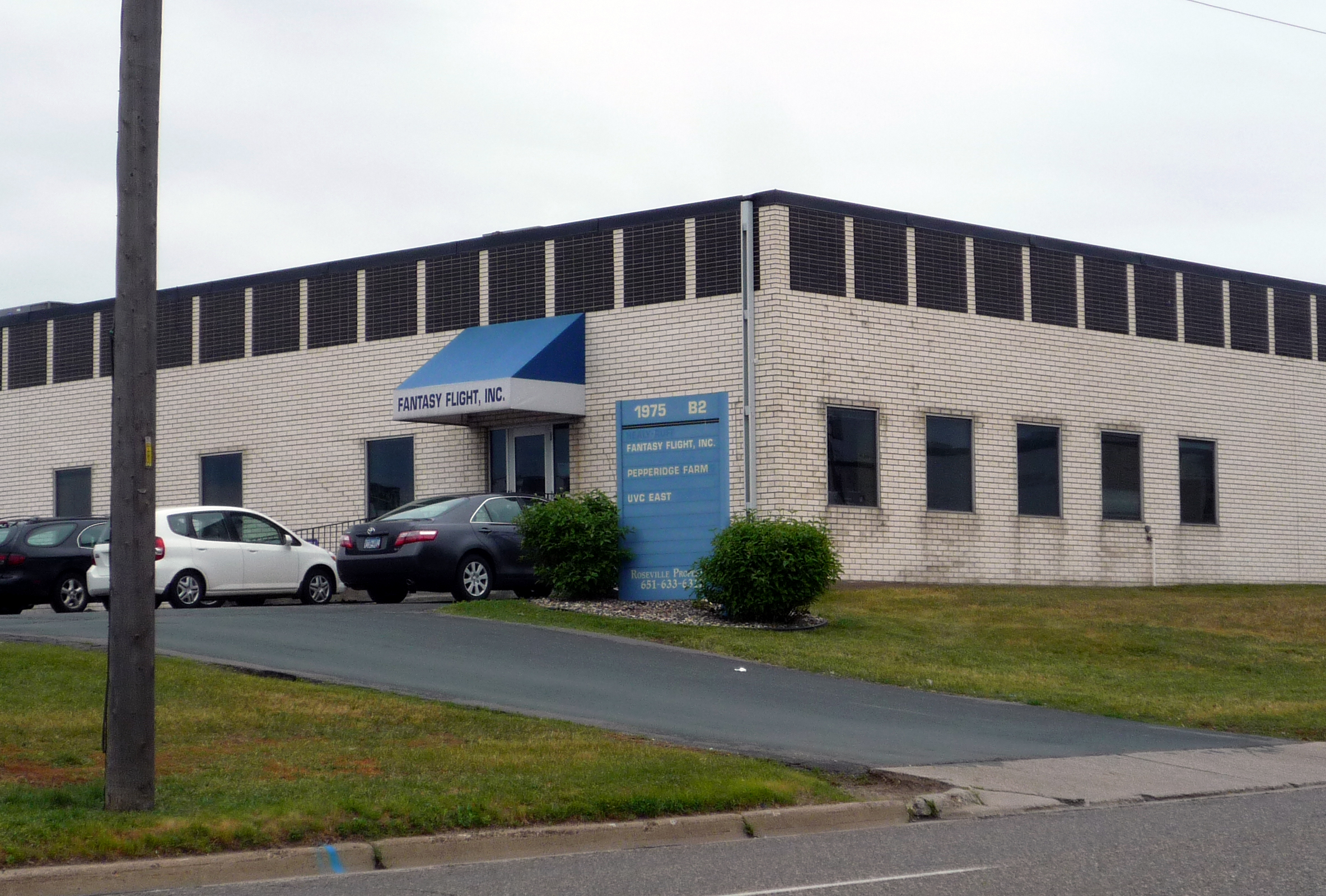
Fantasy Flight Firmensitz, Roseville, Minnesota

Fantasy Flight Games (FFG) ist ein US-amerikanischer Spieleverlag mit Hauptsitz in Roseville, Minnesota. Seit 2014 ist der Verlag als eigenständiger Verlag in die Asmodée-Gruppe integriert.

## Geschichte
1995 gründete der in den Vereinigten Staaten geborene Däne Christian T. Petersen in den USA den Spieleverlag Fantasy Flight Publishing. Seit der Veröffentlichung des ersten Brettspiels Twilight Imperium 1997 ist das Unternehmen als Fantasy Flight Games bekannt und hat zahlreiche Brett-, Karten- und Rollenspiele herausgegeben. Zu den weit verbreiteten Spielen zählen beispielsweise Descent: Die Reise ins Dunkel und Arkham Horror.
FFG entwirft darüber hinaus Brettspielumsetzungen zu bekannten Computerspielen, Kinofilmen oder Fernsehserien. So sind unter anderem umfangreiche Spiele zu World of Warcraft, Der Herr der Ringe und Battlestar Galactica (siehe Battlestar Galactica – Das Brettspiel) erschienen. Im Bereich der Brettspiele ist FFG Marktführer in den USA. Von 2008 bis Februar 2017 bestand außerdem eine Kooperation mit Games Workshop.
Die deutschsprachigen Übersetzungen der FFG-Spiele erscheinen beim Heidelberger Spieleverlag.
Mit Pressemitteilung vom 17. November 2014 wurde bekanntgegeben, dass Fantasy Flight Games künftig ein integraler Teil der Asmodée-Gruppe wird. Hauptsitz der FFG bleibt Roseville und Christian T. Petersen weiterhin ihr Geschäftsführer und gleichzeitig ein bedeutender Anteilseigner im Unternehmensverbund. Am deutschen Markt ändere sich nichts, verlautete der Heidelberger Spieleverlag.

## Veröffentlichte Spiele (Auswahl)
- Age of Conan: The Strategy Board Game (2009)
- Android Netrunner: Kartenspiel (2012)
- Arkham Horror (2005, 2007)
- Blue Moon (2004)
- Britannia (2006)
- Cosmic Encounter (2008)
- Der Eiserne Thron (2003)
- Der Herr der Ringe – Der Ringkrieg (2005)
- Der Herr der Ringe – Reise durch Mittelerde (2018)
- Descent: Die Reise ins Dunkel (2005)
- Doom – Das Brettspiel (2004)
- Einfach Genial (2004)
- Game of Thrones (Kartenspiel) (2008)
- Herr der Ringe (Kartenspiel) (2011)
- Runebound (2005)
- StarCraft – Das Brettspiel (2007)
- Star Wars (Kartenspiel) (2012)
- Star Wars: Rebellion (2016)
- Talisman (2008)
- Warhammer Invasion (Kartenspiel) (2009)
- World of Warcraft (Das Brettspiel) (2005)